# Ermita de Sant Gregori de Vinaròs
L'Ermita de Sant Gregori de Vinaròs està situada als afores de la població, en l'encreuament dels camins del Cementeri o de les Dues Viles i, el de Sant Gregori, a uns 700 m de la població.

## Història
Després d'haver-se lliurat d'una plaga de llagostes, els llauradors, agraïts a Sant Gregori, qui creien els havia ajudat, decidiren el 28 de setembre de 1779 la construcció de l'ermita. Fou contractat Pere Gonel, frare i arquitecte vinarossenc, per realitzar les traces i la construcció. La primera pedra es col·loca el 9 de maig de 1780. En 1781 ja estava acabada la façana, segons la data gravada a la llinda, però la decoració interior es finalitza el 1799, segons altra inscripció en la volta. Les edificacions contigües es farien en aquesta última data.
Durant molts anys del segle xx l'ermita fou utilitzada com magatzem municipal, i es va anar deteriorant. I la casa de l'ermità i el terreny dels voltants fou utilitzat per realitzar els exàmens de conduir.
Durant els estius de 2001 i 2002 un grup d'estudiants i llicenciats de l'UJI rehabilitaren l'interior de l'ermita. I en 2003 un taller d'ocupació restaurà la façana i els voltants. Durant aquests anys eliminaren l'espadanya que coronava la façana.
El 26 de març de 2009 s'inaugurà a l'antiga casa de l'ermità un punt de trobada familiar, espai de mediació entre pares i fills.

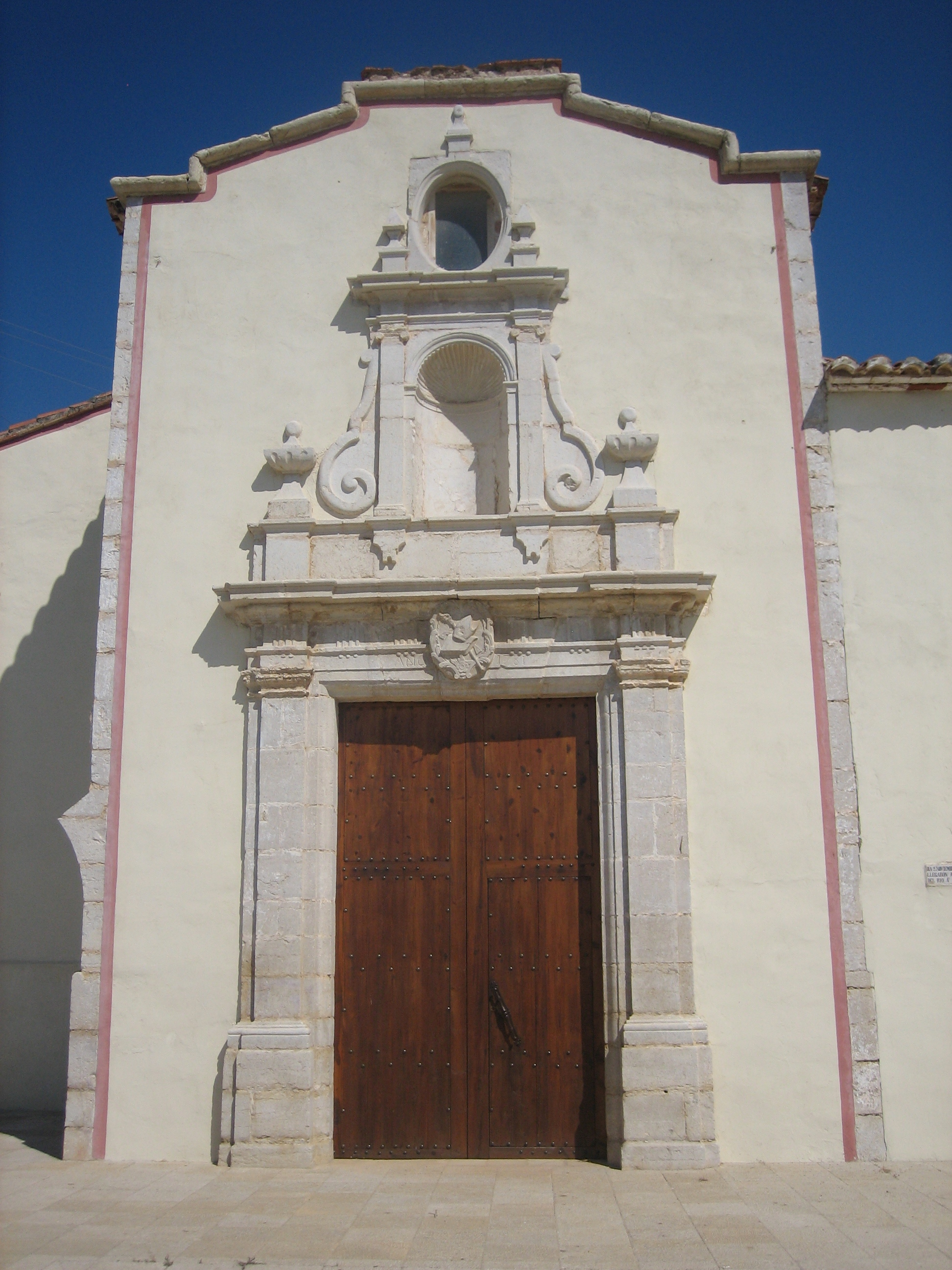
Portada

## Arquitectura
L'ermita té planta de creu grega, prolongat l'eix principal per situar el cor alt als peus i, el presbiteri en la capçalera. Es cobreix el creuer amb cúpula sobre petxines que es recolzen sobre pilastres d'ordre compost (a l'exterior, la cúpula se sustenta sobre tambor octagonal poc elevat, amb finestres rectangulars, que a l'interior se situen entre els nervis de la cúpula), mentre els braços laterals estan coberts per volta de canó amb llunetes, i els angles, per volta de creueria. L'absis, recte, es cobreix per una volta de quadrant d'esfera sobre petxines.
Façana amb cornisa de línies trencades, on s'emmarca, centrada, una portada de dos cossos. L'inferior, amb pilastres toscanes que suporten un fris amb mètopes i tríglifs, i en la clau de la llinda, un escut oval amb els símbols del sant. El segon cos se centra en una fornícula apetxinada delimitada per pilastres jòniques i acompanyada per pinacles en els extrems. I per damunt, un ull de bou ovalat protegit per pinacles, que augmenta la verticalitat.
El retaule major, fet per J.B. Nicolau, compta amb la representació de Sant Antoni Abat coronant el conjunt, les representacions de Sant Abdó i Sant Senén als laterals i la imatge de Sant Gregori a la fornícula central. Es conserven també dos retaules laterals al fresc dedicats a Santa Rita de Càscia i a Sant Nicolau de Tolentino.

## Festivitat
Fa anys es feia romeria el 9 de maig. Actualment no té culte excepte en ocasions especials.